# Slic3r

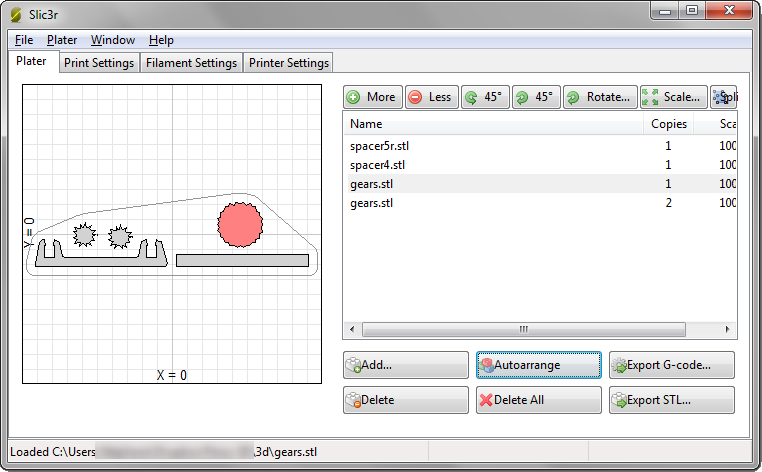
Una schermata relativa allo strumento di posizionamento dei modelli sul piano di stampa.

Slic3r è un software aperto e gratuito di slicing che permette di trasformare un modello 3D nelle istruzioni (in linguaggio G-code) necessarie alla stampante 3D. Slic3r è in grado, al contempo, di calcolare la quantità di materiale e il tempo necessario per realizzare la stampa del modello.

## Le origini
Il progetto nacque nel 2011 nell'ambito del progetto di sviluppo della comunità RepRap con l'intento di fornire uno strumento Open in grado di affiancare la tecnologia della stampa 3D, in costante crescita e sviluppo. Per garantire la massima condivisione del progetto, il codice persegue obiettivi di massima leggibilità. Gli algoritmi alla base di Slic3r sono del tutto innovativi. Creato da una comunità di sperimentatori e ricercatori che si sono adoperati senza alcun fine di lucro, il software ha incorporato via via le funzionalità e gli strumenti la cui necessità è emersa nell'impiego delle stampanti 3D, come le strutture di supporto, le altezze variabili dei livelli (layer), l'impiego di più estrusori eccetera.
Nella creazione del software un ruolo di primo piano è stato svolto da Alessandro Ranellucci (Sound), con il quale hanno collaborato soprattutto Henrik Brix Andersen (brix), Nicolas Dandrimont (olasd), Mark Hindness (zqk/beanz), Petr Ledvina, Y. Sapir, Mike Sheldrake (mesheldrake) e Gary Hodgson.
Il logo è stato progettato da Corey Daniels.

## Oggi
Il sito Internet del progetto offre gratuitamente il download del programma e un manuale, scritto da Gary Hodgson.